# Rønnevang Kirke
Rønnevang Kirke ligger på Taastrup Hovedgade i Høje-Taastrup Kommune.

## Historie
Kirkens arkitekt var Holger Jensen. Kirkerummet ombygget af arkitekt Niels Munk i 2004-05.

## Kirkebygningen
- Rønnevang Kirke
- Rønnevang Kirke

- Rønnevang Kirke
- Klokketårn

## Eksterne kilder og henvisninger
1. ↑  Kirkens historie Arkiveret 7. april 2014 hos  Wayback Machine. Hjemmeside. Hentet den 6. april 2014.

- Rønnevang Kirke hos KortTilKirken.dk

- Wikimedia Commons har flere filer relateret til Rønnevang Kirke